# Villa Belgrano
Villa Belgrano es una localidad argentina ubicada en el departamento Juan Bautista Alberdi, hacia el sur de la provincia de Tucumán. Se encuentra sobre la ruta nacional 38, delimitada al norte por el arroyo Matazambi. En la zona de influencia se encuentran los parajes rurales de El Churqui, Donato Álvarez, El Mollar, Los Guayacanes y Talamuyo.

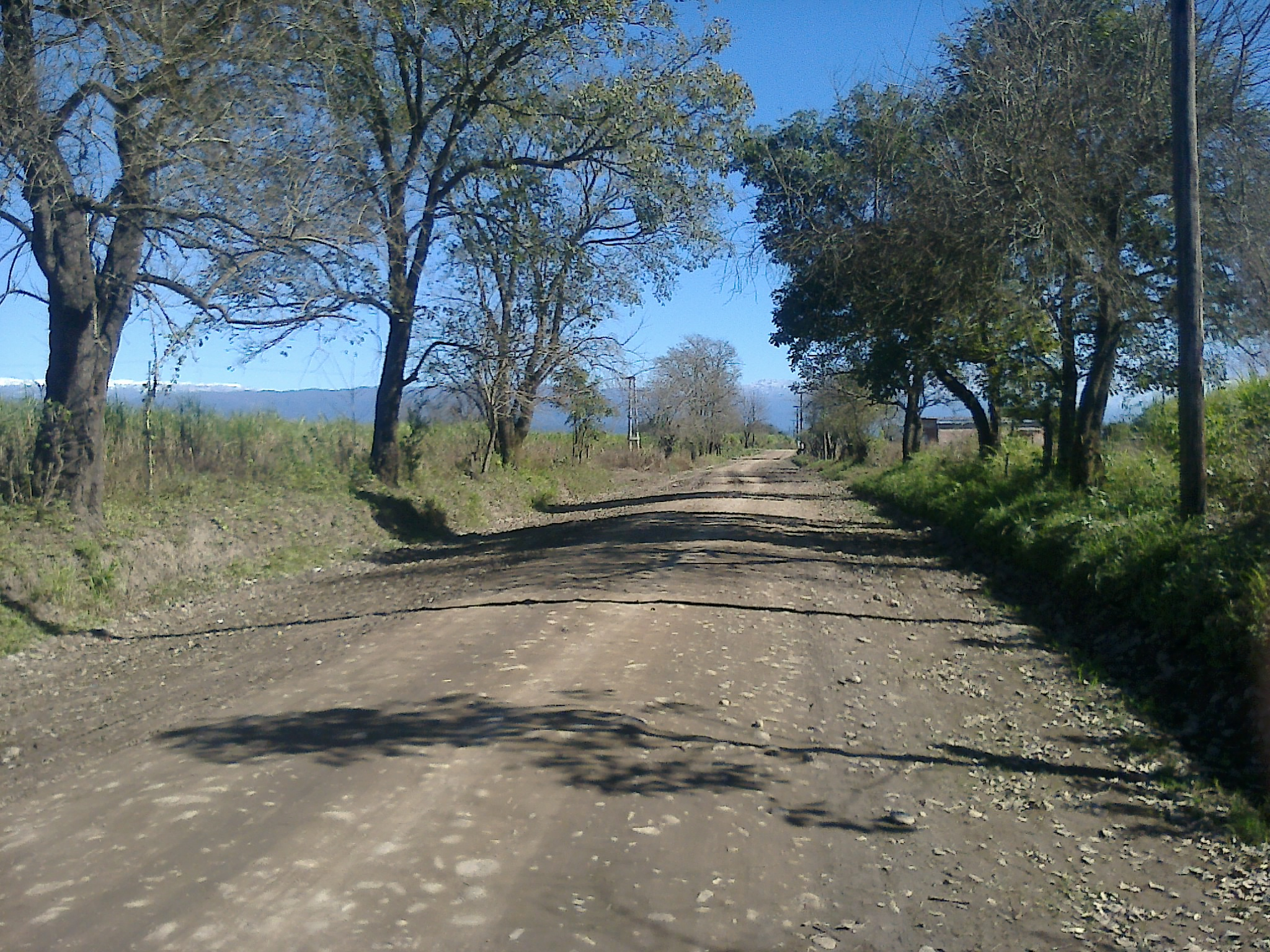
A 200 metros, ingreso a El Churqui

## Historia
La zona era denominada Villa El Molle. En 1910 un grupo de vecinos formó una comisión denominada Sociedad Belgrano que comenzó a organizar actos, fomentar el poblamiento y el trazado de calles en la zona. En 1912 se construyeron caminos hacia El Mollar y Santa Ana; en 1913 llegó el alumbrado público; en 1915 se adquirió el terreno para la plaza y un año más tarde el del cementerio. El nombre de Villa Belgrano sería designado en 1951.
Cuenta con un pequeño hospital, una capilla católica, escuelas primaria y secundaria y alrededor de la plaza principal se disponen los principales edificios públicos, como la comuna, el juzgado de paz, un complejo polideportivo, el correo y la comisaría. En total componen el municipio unos 14 barrios. El agua potable proviene mayoritariamente de pozos surgentes en lo que existe un riesgo de arsénico.
Cabe destacar además, que el establecimiento educativo primario, la "Escuela Virgen Generala" es la institución educativa más antigua de todo el Departamento Alberdi, ya que data de 1884 y tiene más de 130 años de trayectoria en el sur provincial.

## Población
Cuenta con 1,205 habitantes (Indec, 2010), lo que representa un incremento del 11% frente a los 1,085 habitantes (Indec, 2001) del censo anterior.
| Gráfica de evolución demográfica de Villa Belgrano entre 1991 y 2010 |
|                                                                      |
| Fuente: Censos nacionales del INDEC                                  |